# 高州站
高州站位于中华人民共和国广东省茂名市高州市站前路，隶属中国铁路广州局集团有限公司下属的广东三茂铁路股份有限公司肇庆车务段管辖。该站于2012年7月1日开通客运业务。目前仅运行一趟怀化至信宜往返线路（車次經多次調整，現為K9265/9264、K9263/9266次列车），乘客可在高州站乘車直達茂名、信宜、陽春、肇慶、廣州、衡阳及怀化。

## 車站周邊
高州火车站座落在高州市郊，附近原为山地，交通不便，与市区只有泥路相连。2014年，作为直接打通城区与火车站的交通主干道站前路（茂名大道东）开工，2015年完工，全长2.9公里，西起高州市中心客运站，东至高州火车站，以双向六车道标准建设。火车站站前广场占地30多亩，首期面积约2.4万平方米，以高州古城东门“迎阳门”命名为“迎阳广场”，于2016年竣工，现已成为全市最大的城市广场。

## 停靠列车
2025年7月18日后，本站只有K9265/9264、K9263/9266次一对列车停靠，且为往返怀化站—信宜站间的管内列车，该列车每天开行。

## 外部連結
- 中国铁路客户服务中心 （页面存档备份，存于）